# Joachim Neander

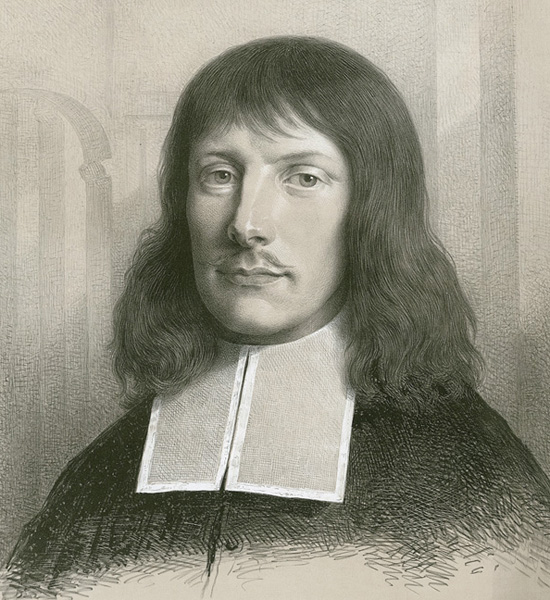
Joachim Neander (1650–1680); Lithographie des 19. Jahrhunderts, nach einem verschollenen Gemälde

Joachim Neander (* 1650 in Bremen; † 31. Mai 1680 ebenda) war ein deutscher reformierter Geistlicher, Kirchenliederdichter und Komponist. Zu seinen bekanntesten Werken gehört der Choral Lobe den Herren, den mächtigen König der Ehren. Er vertonte auch Texte anderer Dichter. Manche der Melodien wurden nach seinem Tod bei Liedern nachgeborener Autoren verwendet, z. B. in Gerhard Tersteegens Lied Gott ist gegenwärtig. Neben Ernstem verfasste er Humorvolles für bestimmte Gelegenheiten.
Nach Joachim Neander ist das Neandertal benannt. Sein Name findet sich zudem in dem des Neandertalers, weil letzterer wiederum nach seinem Fundort im Neandertal benannt wurde.

## Leben
Joachim Neander war ein Sohn Johann Joachim Neanders (* 1614 in Lengerich; † 1666 in Bremen) und dessen zweiter Ehefrau Catharina, geborene Knipping. Sein Vater war Lehrer am Bremer Paedagogeum und Gymnasium illustre, dem heutigen Alten Gymnasium; seine Mutter (geboren um 1621) war Tochter Christoph Knippings, d. Ä. (1596–1654), der als Pädagoge und Kantor an der Bremer Liebfrauenkirche wirkte, sowie eine Enkelin des Predigers Johann Duischen aus Zutphen/Niederlande.
Joachim Neander wuchs mit drei jüngeren Geschwistern auf: mit Christoph (* um 1652), Johann (* um 1654) und Anna Christina (* um 1657).

### Herkunft
Joachim Neander entstammte väterlicherseits einer norddeutschen Pastorenfamilie, deren Wurzeln sich bis in die Zeit der Reformation zurückverfolgen lassen. Sein Ururgroßvater Joachim Nigemann stammte aus Wismar und wurde von Philipp Melanchthon in einem Schreiben vom 1. Mai 1551 zum Prediger in Stade empfohlen. Dort avancierte er zum zweiten „Superattendent“ in der Geschichte Stades. In dieser Funktion spielte er eine nicht unwesentliche Rolle bei der Einführung der Reformation im Gebiet des Erzbistums Bremen.
Der ursprüngliche Name des Pastorengeschlechts lautete Neumann, plattdeutsch auch Niemann oder Ni(e)gemann. Johann Joachim Neander († 1651 in Lochem bei Zutphen), der Großvater Neanders, hatte – der damaligen Mode folgend – den ursprünglichen Familiennamen ins Griechische übertragen und sich in Neander umbenannt. Es dauerte eine gewisse Zeit, bis sich die Zeitgenossen an diesen neuen Namen gewöhnten. Auch Joachim Neander wurde in seiner Umgebung noch Neiander oder Neuander genannt.

### Jugend

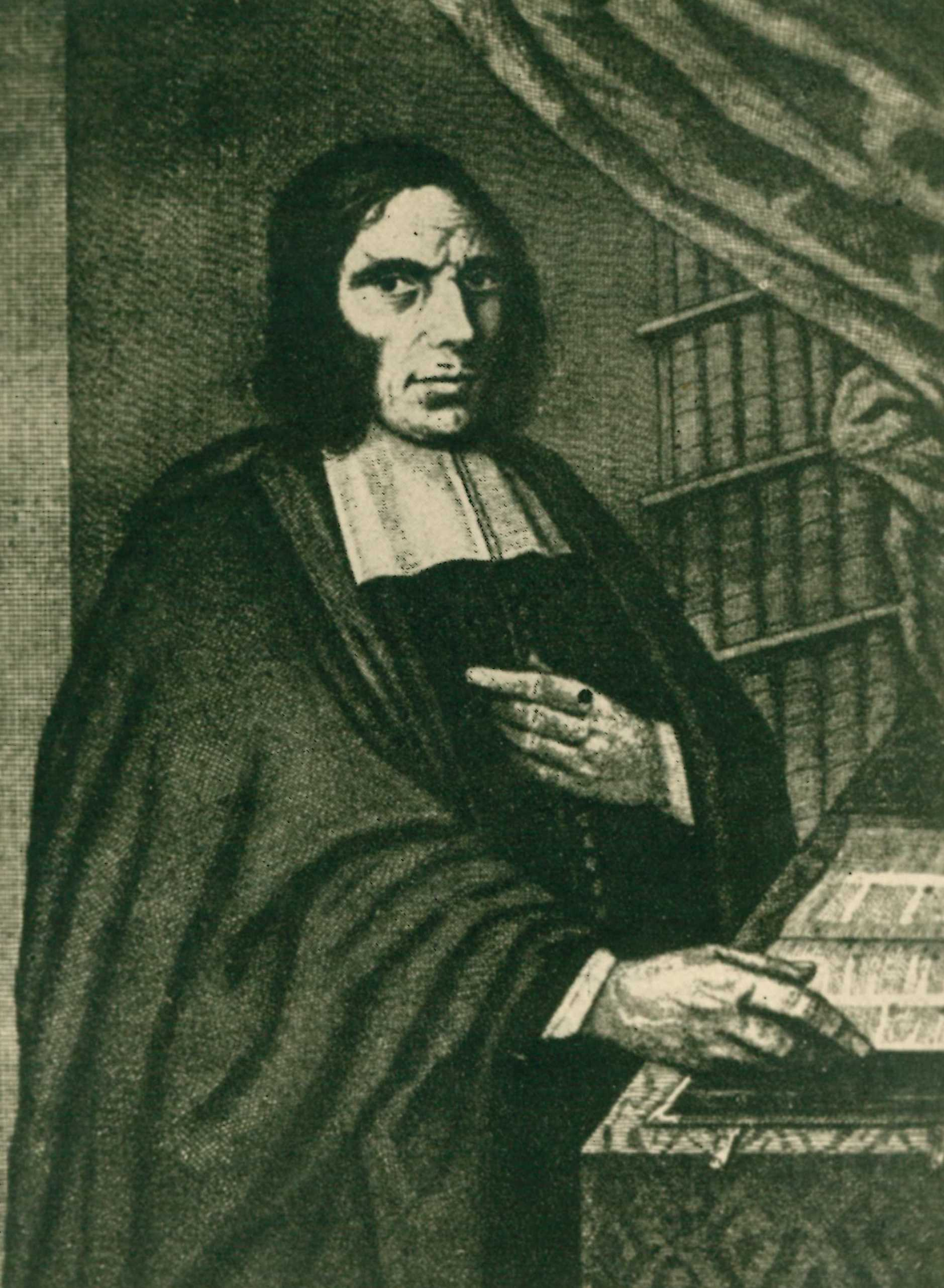
Theodor Undereyck

Neander besuchte zunächst das Bremer Paedagogeum, an dem sein Vater Latein unterrichtete. Nachdem dieser 1666 verstorben war, wechselte er auf das sogenannte Gymnasium illustre, eine „akademische Bildungsanstalt mit vier Fakultäten“, jedoch „ohne Universitätsrang“. Das Institut, das zur Vorgeschichte der erst 1971 errichteten Bremer Universität gehört, war durch die evangelisch-reformierte Theologie geprägt und bot vier Studienfächer an: Theologie, Rechtswissenschaft, Medizin und Philosophie. Rektor des Gymnasiums illustre, bei dessen Theologischer Fakultät sich Neander einschrieb, war zu dieser Zeit der Universalgelehrte Professor Gerhard Meier. Mehr als dieser und andere Lehrer der akademischen Bildungsanstalt beeinflusste jedoch Theodor Undereyck (1635–1693) den jungen Theologiestudenten. Undereyck, ein Schüler unter anderem des lutherischen Pietisten Philipp Jacob Spener (1635–1705) und des Föderaltheologen Johannes Coccejus (1603–1669), hatte im Juli 1670 in der Martinikirche die Stelle des pastor primarius angetreten. Neander stand wie die meisten seiner Kommilitonen dem neuen Pastor zunächst kritisch gegenüber, besuchte aber dennoch einen Gottesdienst des als strenger Bußprediger bekannten Theologen. Neanders Freund und späterer Biograph Johann Henrich Reitz berichtete, hinter dem Gottesdienstbesuch hätten keine guten Absichten gesteckt, sondern „das Absehen, was zu hören, so man hernach übel ausdeuten und austragen möchte“. Anders als erwartet wurde der Zwanzigjährige von der Predigt Undereycks und dessen Gebet innerlich berührt, sodass er gleich im Anschluss an den Gottesdienst um Seelsorge bat. Iken vermutete, dass diese Begegnung, die für Neander zu einer Lebenswende wurde, frühestens im Herbst 1670, vielleicht auch in dem folgenden Winter 1670/71 stattgefunden hat.
Zwischen Undereyck und seinem „geistlichen Ziehsohn“ entwickelte sich eine enge Beziehung, die bis an dessen frühes Lebensende bestehen bleiben sollte. Dass Neander im Anschluss an sein Theologiestudium nach Heidelberg und anschließend nach Frankfurt wechselte, ging auch auf die Vermittlung Undereycks zurück.

### Heidelberg und Frankfurt
Neanders Abschied von Bremen erfolgte 1671. Mehrere Kaufmannsfamilien, die der Frankfurter Französisch-reformierten Kirche angehörten, hatten für ihre Söhne einen sogenannten Informator gesucht, der sie beim Studium an der Heidelberger Universität als Tutor betreuen sollte. Um welche Familien es sich dabei handelte, ist nicht dokumentiert. Die Forschung geht jedoch davon aus, dass die Väter der jungen Studenten identisch sind mit den Männern, denen Neander sein Liederbuch widmete. Es handelte sich demnach um die Frankfurter und Kölner „Handels-Herren“ Peter d'Orville (1618–1699), Peter (1623–1691) und David de Neufville (1623–1684), Adolph von Püll, Jacob von der Wallen sowie Johann le Brun. Mit seinen fünf „Schutzbefohlenen“ lebte Neander nicht nur in einer Wohngemeinschaft; er bildete mit ihnen auch eine christliche Hausgemeinde. Die Verbindung blieb über die gemeinsamen Jahre hinaus bestehen, wie ein Brief Neanders aus Düsseldorf zeigt. In der Anrede heißt es: „Werthe und in unserem Seligmacher gewünschte Freunde, auch (wann ihr Christi Fußstapfen noch nachfolget, wie ich dann vestiglich hoffe) angenehme Brüder!“ Im Schlussteil seines Schreibens ermahnte er seine ehemaligen Zöglinge: „Studiret in dem Buch der Schrifft, der Natur und in Euch selbst.“
Neander nutzte die Heidelberger Zeit auch für eigenen Studien. Zu seinen theologischen Lehrern gehörte der aus Schaffhausen stammende Johann Ludwig Fabricius (1632–1696), ein pfälzischer Hoftheologe, reformierter Kirchenrat und zeitweise auch Rektor der Heidelberger Universität. Fabricius' theologische Anschauungen waren von einem „milden Calvinismus“ geprägt. In Heidelberg begann auch die Freundschaft mit Johann Heinrich Reitz (1655–1720), seinem späteren Biographen.
Vermutlich im Herbst 1673 endete die Zeit in Heidelberg. Neander begleitete die Kaufmannssöhne zurück nach Frankfurt und übernahm in der dortigen reformierten Gemeinde für ein halbes Jahr die Stelle eines „Candidaten des Predigtamtes“. Die Leitung der reformierten Gemeinde, die sich in Bockenheim und damit nur vor den Toren der lutherischen Freien Reichsstadt versammeln durfte, stand unter der geistlichen Leitung des Frankfurter Kaufmanns Johann Daniel de Hase, Vater des Bremer Predigers Cornelius de Hase. Bedeutsam für Neander waren vor allem zwei Persönlichkeiten, die in Frankfurt wirkten: Philipp Jakob Spener (1635–1705), der Begründer des lutherischen Pietismus, und – zu der Zeit noch eng mit Spener verbunden – Johann Jakob Schütz (1640–1690), Jurist und Liederdichter. Von Letzterem stammt der Choral Sei Lob und Ehr dem höchsten Gut, der noch heute in vielen Gesangbüchern zu finden ist und der Grundlage für Bachs Kantate gleichen Namens war.

### Düsseldorf
Im Frühjahr 1674 wurde Joachim Neander nach Düsseldorf berufen, um dort das Rektorat der im Besitz der deutsch-reformierten Gemeinde befindlichen Lateinischen Schule sowie eine Hilfspredigerstelle zu übernehmen. Zuvor hatte sein früherer Lehrer Fabricius erfolglos versucht, ihn in eine Predigerstelle der „heimlichen“ reformierten Gemeinde in Köln zu vermitteln. Sein direkter Vorgesetzter war der Prediger Sylvester Lürsen. Neander kannte ihn bereits aus seiner Heimatstadt Bremen. Dort hatte Lürsen an derselben Schule unterrichtet wie seinerzeit Neanders Vater; er hatte nach dessen frühem Tod als Kollege das sogenannte „Grabgedicht“ verfasst.
Die Höhe von Neanders jährlicher Besoldung muss zwischen den damals üblichen 80 und 100 Reichsthalern (Rthlr) gelegen haben. Hinzu kamen das von den Eltern zu entrichtende Schulgeld sowie eine freie Wohnung auf dem Gelände der reformierten Gemeinde. Zu seinen Umzugskosten – so steht es im Protokollbuch der Kirchengemeinde – wurde ihm ein Zuschuss von 10 Rthlr gewährt. Neben dem Unterricht, der regelmäßig vom Gemeindeprediger und den „Scholarchen“ kontrolliert werden sollte, gehörten auch gelegentliche Predigtdienste in der Gemeinde und die Beaufsichtigung der Schüler während des sonntäglichen Gottesdienstes zu seinen Aufgaben. Als Vorsänger hatte er außerdem die versammelte Gemeinde im gottesdienstlichen Gesang anzuleiten. Am 1. Mai 1674 trat Joachim Neander seine Stelle offiziell an, nachdem er zuvor in der Düsseldorfer Kirche der Gemeinde vorgestellt worden war. Ihm unterstellt war der „Praeceptor“, manchmal auch „Conrector“ genannte Lehrer Bernhausen, ebenfalls ein studierter Theologe, der bereits seit 1669 an der reformierten Schule wirkte. Kurze Zeit später trat noch ein weiterer Lehrer in das Kollegium ein, der schwerpunktmäßig an der sogenannten „Deutschen Schule“ unterrichten sollte.
Im Mittelpunkt der Lehrtätigkeit Neanders standen der Religionsunterricht und die alten Sprachen sowie die Beschäftigung mit der klassischen Literatur der griechischen und römischen Antike. Dass es an der Schule auch Musikunterricht gegeben hat, belegt unter anderem eine „Musictafell“, die bereits 1649 angeschafft worden war und als didaktisches Hilfsmittel der Noten- und Gesangslehre dienen sollte. Sein Dienst in der Schule scheint nach damaligen Maßstäben erfolgreich gewesen zu sein. Reitz, Neanders erster Biograph, bescheinigte, dass er „zu Düsseldorf seinem Schulamte so vorgestanden, daß die Schüler in aller guten Zucht, Sitten und Manieren vor anderen hervorleuchteten.“ Seine Verkündigung als Hilfsprediger wurde zurückhaltender beurteilt; sie sei zwar „mit Geist“, doch „ohne Kunst“ gewesen.

#### Konflikte mit der reformierten Gemeinde
Für seine Schüler richtete Neander sogenannte Erbauungsstunden ein, die großen Zuspruch fanden, aber auch zu Konflikten mit den Verantwortlichen der reformierten Gemeinde führten. Hinzu kam, dass Neander hin und wieder den offiziellen Predigt- und Abendmahlsgottesdiensten fernblieb, weil er dort „Leben, Geist und Feuer“ vermisste. Die Auseinandersetzungen führten dazu, dass ab September 1676 die Lateinschule mehrfach visitiert wurde. Anfang Februar 1677 beschloss das Presbyterium der Gemeinde, Neander wegen „der heimlichen Zusammenkünfte, welche er anstellet oder mit hat anstellen helfen“ abzumahnen. Für den Wiederholungsfall drohte man ihm seine sofortige Entlassung an. Auch wurde ihm ein Kanzelverbot erteilt und eine umfangreiche Ordnung zur Unterschrift vorgelegt. Während seine beiden Kollegen sofort die Ordnung unterschrieben, verweigerte Neander zunächst seine Zustimmung. Angesichts einer drohenden Entlassung unterschrieb er schließlich „in letzter Minute“. Zusätzlich hatte Neander noch einen Revers zu unterzeichnen, mit dem er seine Schuld gegenüber dem „Ehrwürdigen Consistorio“ sowie seinen „Irrthumb und Mißverstand“ einzugestehen hatte. Gleichzeitig versprach er unter anderem mit der ihm vorgelegten Erklärung, den Heidelberger Katechismus sowie das Predigt- und Ältestenamt der reformierten Kirche zu achten und alle labadistischen Absonderungen von der verfassten Kirche zu verwerfen. Beim Abschied von Düsseldorf, der gut zwei Jahre nach dem Konflikt erfolgte, erhielt Neander ein ehrenvolles Zeugnis, ausgestellt durch das bereits erwähnte Consistorium. Die Auseinandersetzungen wurden in dem Schriftstück mit keinem Wort erwähnt.

#### Neandertal

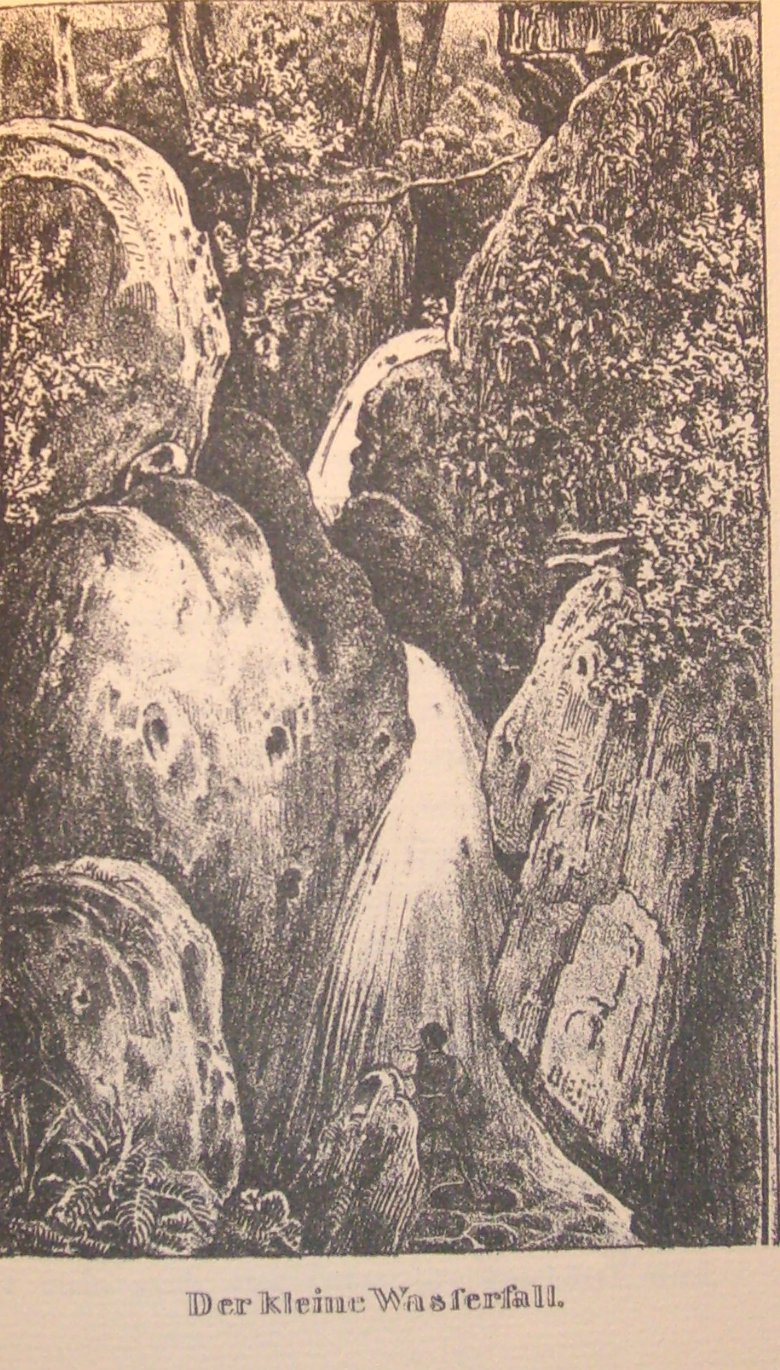
Neandertal – der Kleine Wasserfall des Laubachs (Bongard, 1835)

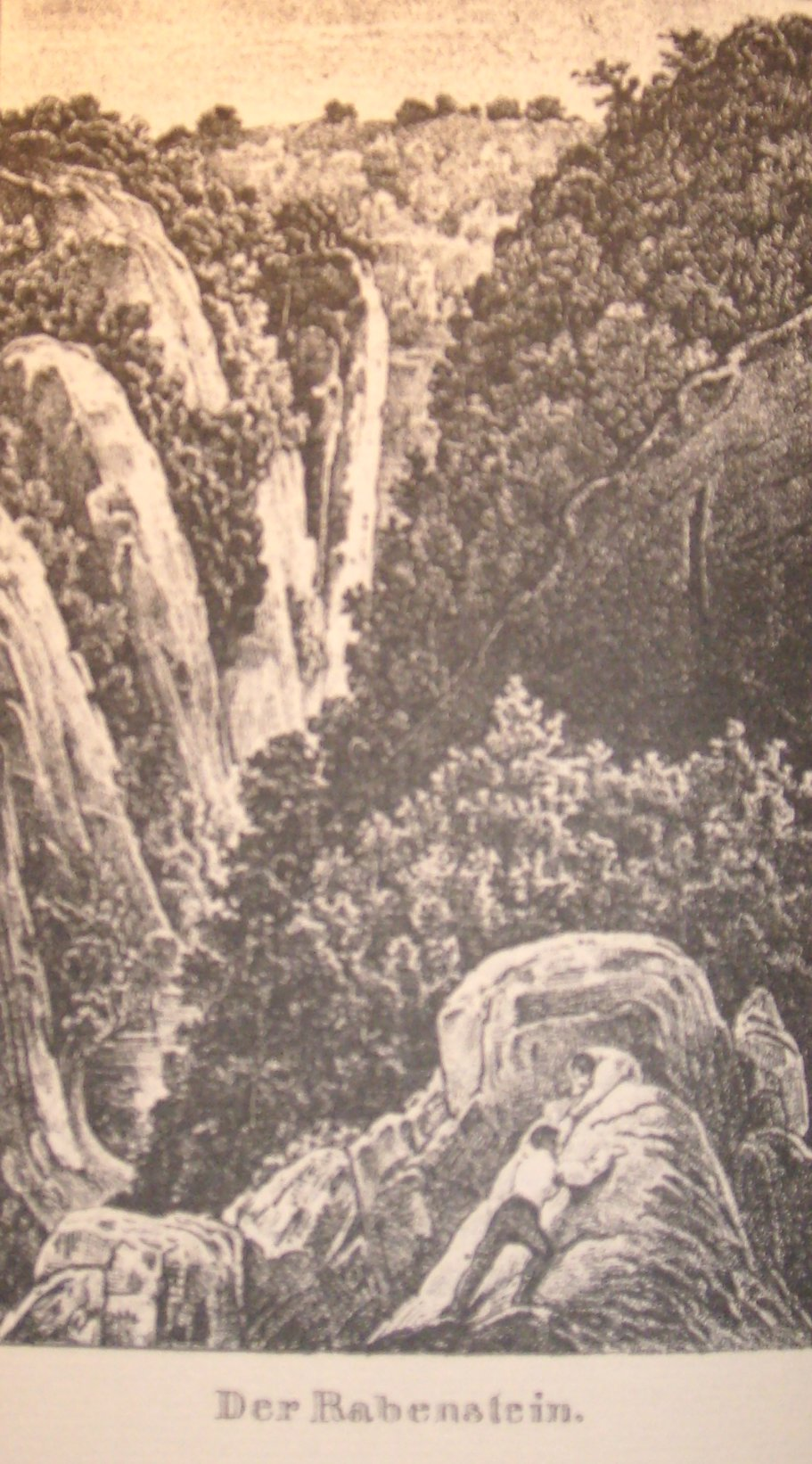
Neandertal – von der Kanzel aus gesehen, hinten links der Rabenstein (Bongard 1835, leicht überhöht dargestellt)

In die Düsseldorfer Zeit fallen auch Neanders häufige Besuche und gottesdienstliche Versammlungen in dem später nach ihm benannten Tal. Ursprünglich wurde die teils klammartige Schlucht das Gesteins genannt. Diesen Namen verwendete Neander auch in der „Gebrauchsanweisung“ für eines seiner Naturlieder. Dort heißt es unter anderem: „Ist auch ein Reiselied im Sommer oder Herbst den nach Frankfurt am Main den Rheinstrom Auf- und Abfahrenden, wo selbst zwischen Cöln und Mainz Berg, Klippen Bäche und Felsen mit sonderbarer Verwunderung zu sehen, auch im bergischen Land in dem Gesteins nahe bei Düsseldorf.“ Kalkstein- und Marmorabbau im 19. und im 20. Jahrhundert führten dazu, dass das Erscheinungsbild der ursprünglich wildromantischen Schlucht erheblich verändert wurde. Damals säumten steile bis zu 35 Meter hohe Felswände die Ufer des Baches Düssel, der bei Düsseldorf in den Rhein mündet. Besondere Felsformationen und Höhlen lockten Wanderer und Künstler an. Als Attraktion des Gesteins galt auch ein spezielles Echo, das die konkave Felswand an der Höhle Feldhofskirche zur Felsspitze Neandersstuhl reflektierte, das nach Auffassung Ackermanns und anderer Biographen Joachim Neander dazu veranlasste, das sogenannte „Echo-Lied“ zu verfassen – ein Lied übrigens, zu dem Neander keine Melodieangabe machte und in der Anmerkung den Hinweis „nur zu lesen“ gab. Hier ein Textbeispiel aus dem „Echo-Lied“:
| Klagende Seele:                                         | Jesu Echo:      |
| ------------------------------------------------------- | --------------- |
| Wo bist du Seelenfreund? Willst du denn mich verlassen? | Ich? Verlassen? |
| Es tritt die Not auf allen Seiten ein.                  | Nein!           |
| Wo find' ich Rat für diese meine Wunden?                | Meine Wunden!   |
| Ich lieg' in Kampf und Streit, mein Feind ist Ungeduld! | Geduld!         |
| Glanz der Gerechtigkeit, mir gnädiglich erscheine!      | Ich erscheine!  |

Die Frage, wann genau das Düssel-Tal nach Neander benannt worden ist, lässt sich zeitlich nur ungefähr eingrenzen. Klar ist, dass es bereits vor der Umbenennung des Gesteins zwei Orte innerhalb des Tales gab, die den Namen Neanders trugen: Neanders Höhle und Neanders Stuhl. Mit dem Begriff „Stuhl“ war keine Sitzgelegenheit gemeint, sondern eine zum Sitzen geeignete Aussichtskanzel. Eine weiter östlich gelegene Felsformation oberhalb des Rabensteins wurde vor allem in reformierten Kreisen häufig als Predigtstuhl bezeichnet und ein weiterer Aussichtsfelsen am westlichen Ende als die Kanzel. Der gebogene Gang, der Neanders Höhle hieß, ursprünglich Leuchtenburg, war mit 25 bis 30 Metern Länge, 8 Metern Breite sowie 5 Metern Höhe die größte Höhle des Gesteins. Beschrieben wurden ihre durch die beiden Portale bewirkten Lichteffekte sowie auch die beeindruckende Akustik bei Gewittern. Dokumentiert ist die Bezeichnung Neanders Höhle zum ersten Mal in einem Brief des vierzehnjährigen Georg Fliedner, der als Halbwaise mit zweien seiner zehn Geschwister beim älteren Bruder, dem Pfarrer Theodor Fliedner (1800–1864), lebte. Unter dem Datum „7. August 1823“ schrieb er an seine Mutter, die mit dem Rest der Familie in Eppstein lebte: „Wir waren vor acht Tagen in der Neanderhöhle (…) “. Es folgt eine ausführliche Beschreibung des gesamten Tales. Eine Bemerkung, die Fliedner in diesem Zusammenhang machte, legt die Vermutung nahe, dass bereits 1823 das gesamte Gesteins mit dem Namen Neander verbunden war; dort heißt es: „Doch beinahe hätte ich das, wovon das Ganze [sic!] seinen Namen hat, vergessen, nämlich die eigentliche Neanderhöhle. Diese ist nichts als ein Durchgang durch ein hohes Gewölbe (…).“ Die Bezeichnung Neanders Stuhl ist zum ersten Mal für 1835 dokumentiert. Sie findet sich in der vom Augenarzt Johann Heinrich Bongard (1779–1857) beschriebenen „Wanderung zur Neandershöhle“. Der Name Neandertal (anfangs Neanderthal) wurde Mitte des 19. Jahrhunderts gebräuchlich. Nachdem dort 1856 die ersten Skelettteile eines „Urmenschen“ entdeckt worden waren, erhielt dieser 1864 durch den irischen Geologen Willam King (1809–1886) die wissenschaftliche Bezeichnung Homo neanderthalensis (Neandert(h)aler).

### Bremen

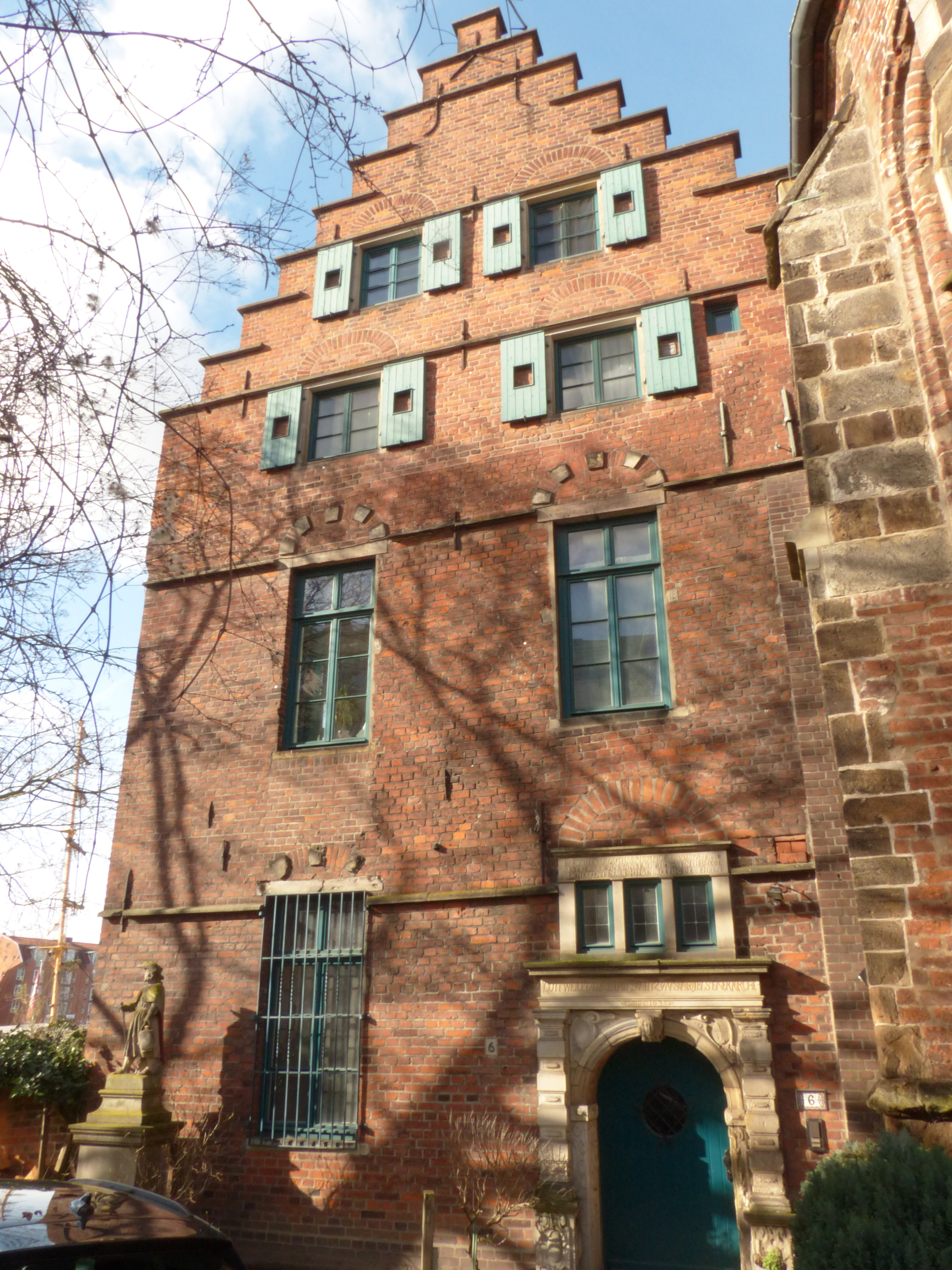
Neanderhaus an der Bremer Martinikirche

Neander kehrte 1679 in seine Heimatstadt zurück und wurde Hilfsprediger an der Kirche St. Martini. Seine Wohnung befand sich im Pastorenhaus, das in die Ecke zwischen Südschiff und Chor der Martin-Kirche hineingebaut worden war. Das Gebäude trägt heute den Namen Neanderhaus. Hier schrieb er den bekannten Choraltext Lobe den Herren, den mächtigen König der Ehren. Zu seinen pastoralen Aufgaben gehörte der bei Geistlichen unbeliebte Fünf-Uhr-Gottesdienst am frühen Sonntagmorgen, der sich speziell an Mägde und Knechte richtete. Sein Freund aus Heidelberger Tagen und jetziger Kollege Johann Heinrich Reitz musste ihn häufig wegen verschiedener Erkrankungen vertreten.
Nach weniger als einem Jahr Tätigkeit in seiner Geburtsstadt Bremen starb Neander am Pfingstmontag, dem 31. Mai 1680, im Alter von 29 oder 30 Jahren an einer nicht näher beschriebenen schweren Krankheit. Der Verlauf des Sterbetages, seine Unterredung mit dem behandelnden Arzt und seine letzten Worte wurden von Reitz, der vermutlich zumindest zeitweilig den Sterbeprozess begleitet hat, notiert und später veröffentlicht. Danach waren seine letzten Sätze: „Nun hat der Herr meine Rechnung gemacht. Herr Jesu, mach mich auch bereit! Berge sollen weichen und Hügel hinfallen, aber meine Gnade will ich nicht von dir nehmen!“ Die Leichenpredigt hielt am darauffolgenden Sonntag Trinitatis Theodor Undereyck, Neanders geistlicher Ziehvater und Hauptpastor an der Martini-Kirche. Reitz schrieb 45 Jahre später über Neander: „Zwar wird er jetzt von vielen gelobet und sein Grab geschmücket, die aber gewißlich zu seiner Zeit Steine auf ihn geworffen haben (…).“
Die genaue Lage der Grabstätte Neanders ist heute unbekannt. Lange wurde vermutet, dass sie nahe seiner letzten Wirkungsstätte, also bei oder unter der St.-Martini-Kirche liegt. Durch einen Zufall angeregte Recherchen stießen 2021 auf einen Eintrag im Rechnungsbuch der Gemeinde Unser Lieben Frauen; danach wurde Neander am 3. Juni 1680 auf dem Kirchhof dieser Gemeinde beigesetzt.

## Werk

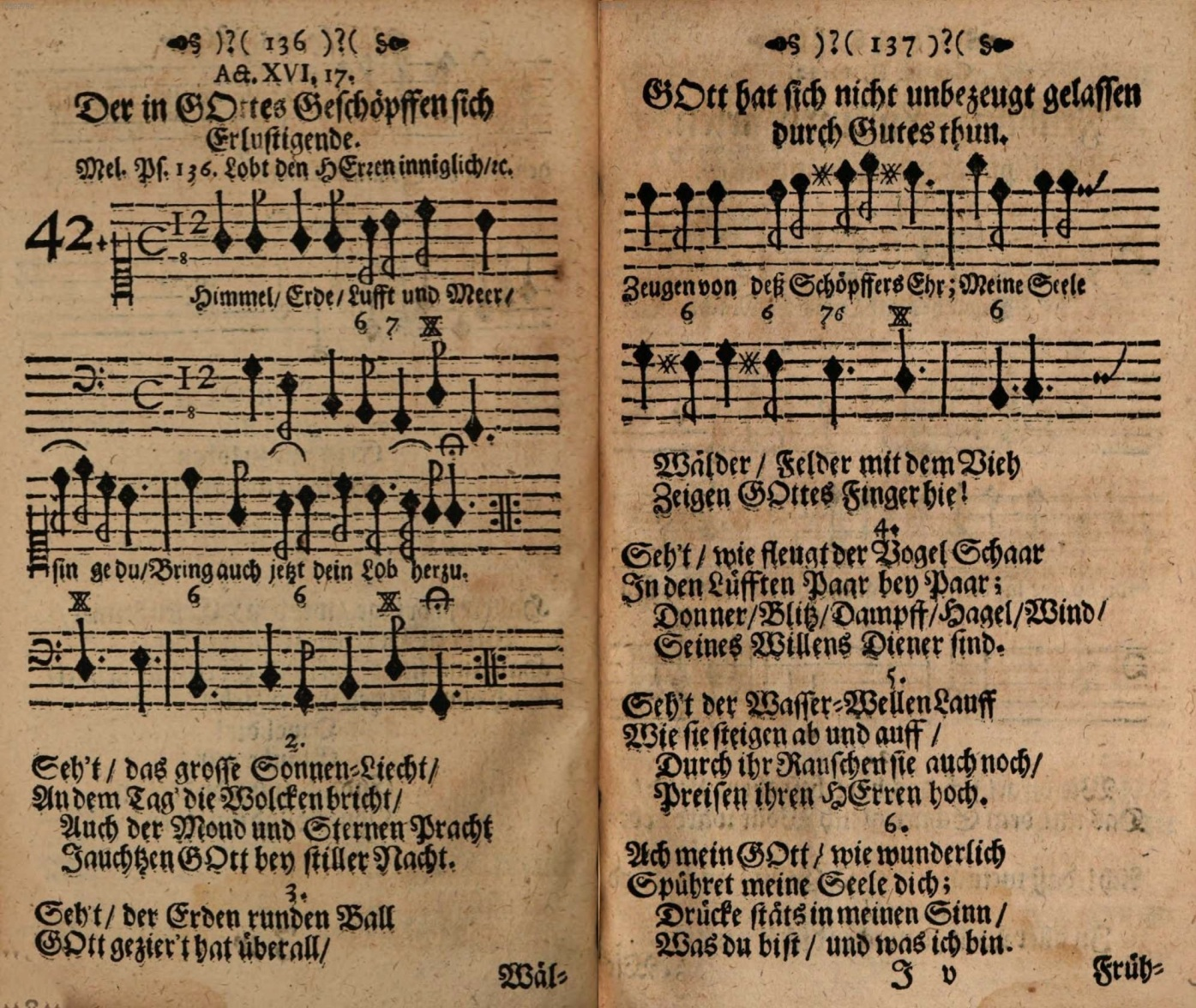
Neander-Choral Himmel, Erde Luft und Meer in der Druckfassung von 1708

Neander gilt als einer der bedeutendsten reformierten Kirchenlieddichter Deutschlands. Seine im Jahre 1680 posthum veröffentlichten Bundeslieder und Dank-Psalmen waren bahnbrechend für die pietistischen Gesangbücher der reformierten und der lutherischen Kirche. Durch diese Lieder kam es zu einem "Schub in der reformierten Gesangbuchtradition", der textlich wie auch musikalisch deutlich den "Übergang ins 18. Jahrhundert" markierte.
Neanders bekanntestes Kirchenlied ist das 1679 gedichtete Lobe den Herren, den mächtigen König der Ehren, das in viele Sprachen übersetzt wurde. Die Melodie, die sich heute in vielen Gesangbüchern findet, stammt nicht von Neander, sondern gehört zu einem barocken Studentenlied, das 1640 erschien und zu seiner Zeit sehr populär war. Die erste Strophe dieses Liedes lautet: „Seh ich nicht blinkende, flinkende Sterne aufgehen? / Seh ich nicht lachende, wachende Wächter da stehen? / Fällt nicht ein Licht / fallende? Und sehe nicht / wallende Herzen der Liebe?“
Seine Lieder dichtete Neander nicht für den offiziellen Gottesdienstgebrauch. Auf dem Titelblatt der Bundeslieder und Dankpsalmen heißt es: „Neu gesetzet nach bekannten und unbekannten Gesangsweisen, zu lesen und zu singen auf Reisen, zu Hause oder bei Christenergötzungen im Grünen“.
Auch die von Neander komponierten Melodien finden bis heute bei vielen geistlichen Liedern Verwendung. Dazu gehören unter anderem die Melodien folgender Choräle: Tut mir auf die schöne Pforte (Text: Benjamin Schmolck, 1734), Auf ihr Christen, Christi Glieder (Text: Justus Falckner, 1697) und Gott ich kann nur staunen (Christoph Zehendner, 2004).
Auch heutige deutsche Gesangbücher enthalten Lieder von Neander. So umfasst das Evangelische Gesangbuch sechs Lieder, deren Texte und/oder Melodien von ihm stammen, im Mennonitischen Gesangbuch sieben und im bis 2005 gebräuchlichen Gesangbuch der Neuapostolischen Kirche finden sich vier von Neanders Liedern.

## Würdigungen

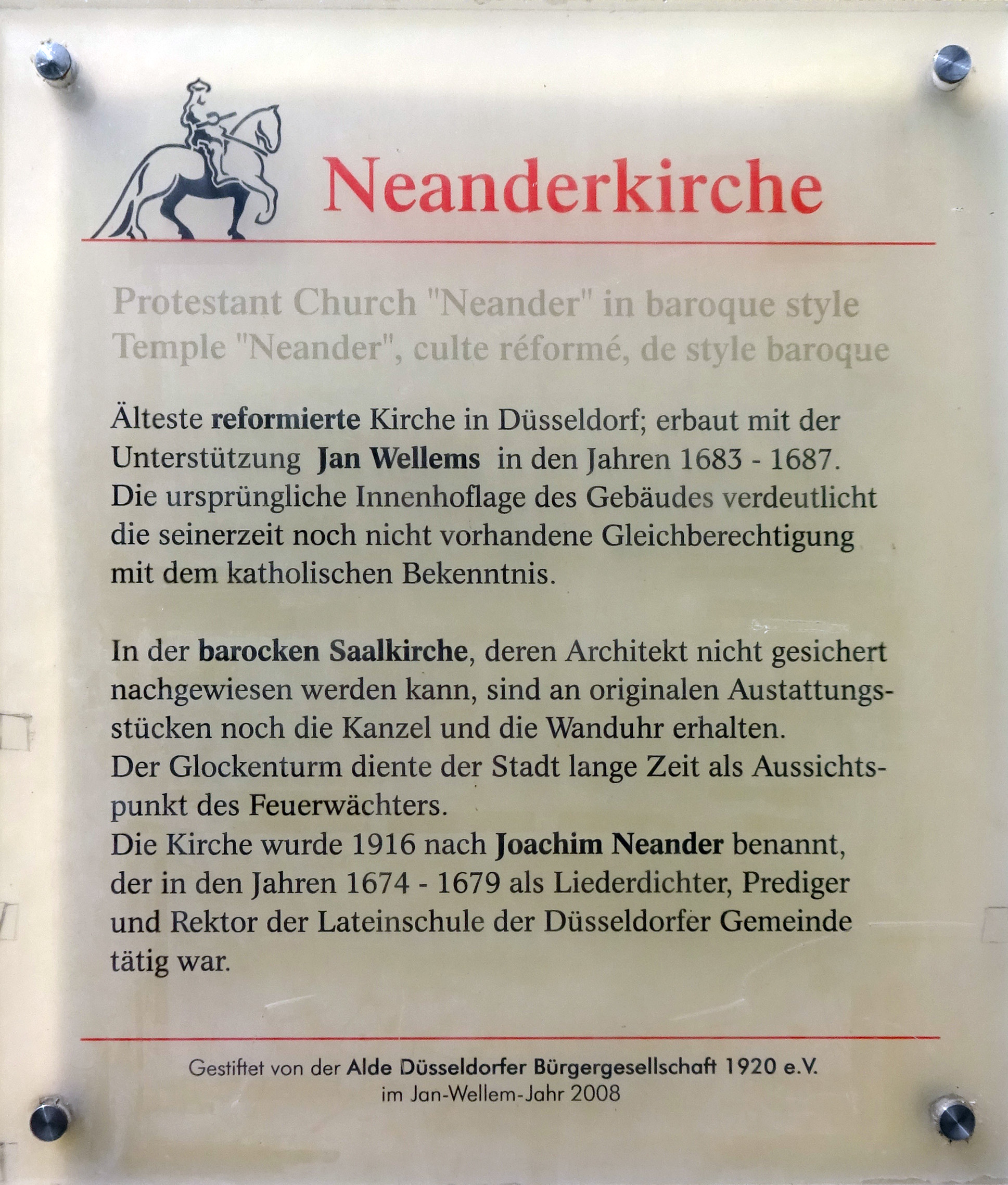
Hinweistafel an der Neanderkirche Düsseldorf

Nach dem Evangelischen Namenkalender gilt der 31. Mai als Gedenktag Joachim Neanders.
Auch sind zahlreiche Gebäude, darunter auch Kirchen, nach ihm benannt. Hier eine Auswahl:
- Neanderkirche in Düsseldorf
- Neanderkirche in Erkrath
- Joachim-Neander-Schule, eine Grundschule in Düsseldorf[54]
- Joachim-Neander-Haus in Benrath, eine Einrichtung der Diakonie Düsseldorf[55]
- Joachim-Neander-Haus, Gemeindezentrum der Evangelischen Kirchengemeinde Erkrath[56]
- Neanderhaus, das denkmalgeschützte Pastorenhaus der Martinikirche Bremen[57]
- Straßen, Wege und Plätze, die nach Joachim Neander benannt sind, finden sich unter anderem in Bremen, Dortmund-Mengede, Haan, Hamburg, Hannover und Mettmann. In der Bremer Martini-Kirche sowie in der Lübbener Paul-Gerhardt-Kirche ist dem Liederdichter jeweils ein Bleiglasfenster gewidmet.
- 2024 initiierte die Evangelische Kirche im Rheinland die Joachim-Neander-Medaille für hervorragende musikalische Aktivitäten auf dem Gebiet der Landeskirche.[58]

Das Hohe Fenster in der Bremer Martini-Kirche mit Joachim Neander an der Orgel
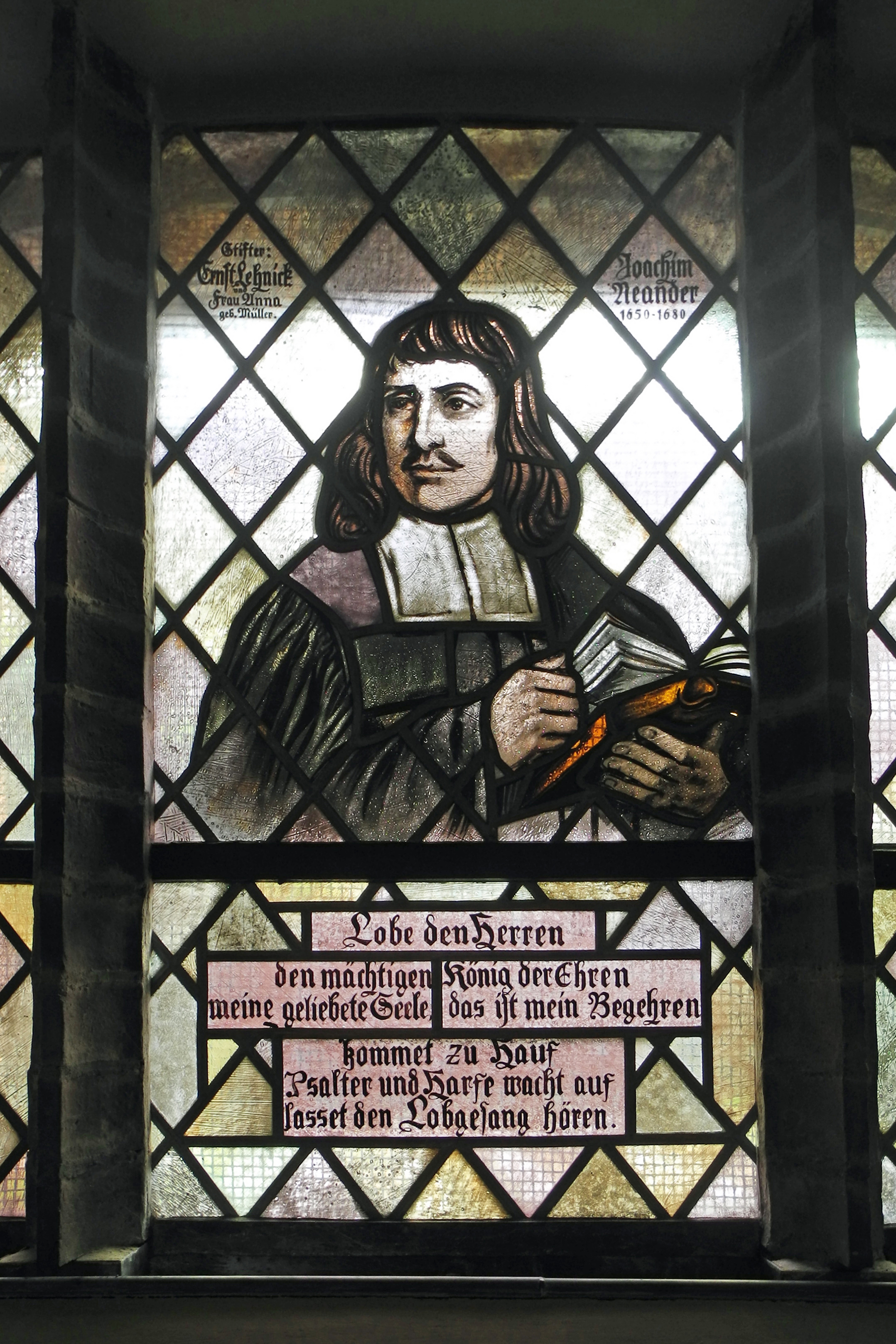
Glasfenster Joachim Neander in der Paul-Gerhardt-Kirche Lübben